# Nevado del Ruiz
Nevado del Ruiz  (phát âm tiếng Tây Ban Nha: [neβaðo ðel ˈrwis]), còn được gọi là La Mesa de Herveo (tiếng Anh: Mesa của Herveo, tên của thị trấn gần đó) là một ngọn núi lửa trên biên giới tỉnh Caldas và Tolima ở Colombia, cách thủ đô Bogotá khoảng 129 km (80 mi) về phía tây. Nó là một stratovolcano bao gồm nhiều lớp dung nham xen kẽ với tro núi lửa cứng và các loại đá mạt vụn núi lửa khác. Hoạt động núi lửa tại Nevado del Ruiz bắt đầu khoảng hai triệu năm trước, kể từ Pleistocen sớm hoặc Pliocen muộn, với ba thời kỳ phun trào lớn. Nón núi lửa hiện tại hình thành trong thời kỳ phun trào hiện tại, bắt đầu cách đây 150.000 năm.
Núi lửa thường tạo ra các vụ phun trào Vulcania đến vụ phun trào Plinia, tạo ra các dòng khí nóng và đá di chuyển nhanh được gọi là luồng mạt vụn núi lửa. Những vụ phun trào này thường gây ra những khối lượng lớn (dòng chảy bùn và mảnh vụn), đe dọa đến cuộc sống con người và môi trường. Tác động của một vụ phun trào như vậy tăng lên khi khí nóng và dung nham làm tan chảy lớp tuyết của ngọn núi, thêm một lượng lớn nước vào dòng chảy. Vào ngày 13 tháng 11 năm 1985, một vụ phun trào nhỏ đã tạo ra một luồng khí khổng lồ chôn vùi và phá hủy thị trấn Armero ở Tolima, khiến khoảng 25.000 người chết. Sự kiện này sau đó được gọi là thảm kịch Armero - thảm kịch chết chóc nhất trong lịch sử được ghi lại. Những sự cố tương tự nhưng ít gây chết người hơn xảy ra vào năm 1595 và 1845, bao gồm một vụ nổ nhỏ sau đó là một vụ nổ lớn.
Núi lửa thuộc công viên Tự nhiên Quốc gia Los Nevados, cũng có một số núi lửa khác. Đỉnh Nevado del Ruiz được bao phủ bởi các sông băng lớn. Núi lửa tiếp tục là mối đe dọa đối với các thị trấn và làng mạc lân cận, và ước tính có tới 500.000 người có thể gặp nguy hiểm do những đợt phun trào trong tương lai.
Ngày nay, núi lửa Nevado del Ruiz được Đài quan sát núi lửa và địa chấn Manizales theo dõi liên tục.